# I Wanna Be The Guy
I Wanna Be The Guy: The Movie: The Game (IWBTG) es un videojuego de plataformas 2D independiente con licencia freeware. Fue lanzado en octubre de 2007 por Michael "Kayin" O'Reilly. El juego actualmente cuenta con una versión beta, pero el creador afirma que por el hecho de tener demasiados errores de software puede que regrese a la fase de edición nuevamente. Es conocido por sus elementos de plataforma inusualmente difíciles, su diseño de niveles no ortodoxo y por sus efectos de sonido, personajes y música provenientes de otros juegos. El juego fue creado con Multimedia Fusion 2.

## Desarrollo
El juego es un videojuego de plataformas de aventura diseñado al estilo de los juegos de 8 bits, con una jugabilidad extremadamente difícil. Kayin habla del juego como "...una sardónica carta de amor a los días felices de los primeros videojuegos estadounidenses, empaquetada como una aventura de plataformas desgarradoramente difícil".

## Juego
El jugador controla a "The Kid" (El niño). Los controles se limitan a un movimiento lateral, de salto, doble salto y disparo. El juego se compone de distintos niveles en muchas pantallas, los cuales están en su mayoría basados en juegos de Nintendo Entertainment System, como Tetris, Ghosts'n Goblins, The Legend of Zelda, Kirby, Mega Man y Metroid. Al final de cada nivel, un jefe debe ser derrotado en sus 3 fases para poder progresar. Los primeros siete jefes (Mike Tyson; Mecha Birdo; Drácula; Kraid gief, una parodia de los personajes con fallos; Mother Brain; Bowser, Wart y Dr. Willy en Koopa Klown Kar; y una mezcla entre el Mecha Dragon de Mega Man 2 y el Yellow Devil de Mega Man y Mega Man 3) son adaptaciones de juegos clásicos, en su mayoría de plataformas, pero su comportamiento y apariencia fueron modificados y mejorados para este juego. El jefe final, "The Guy" (El Sujeto), quien es el padre de "The Kid", está basado en un jefe de Contra III: The Alien Wars. El juego parodia muchos juegos de 8 bits y 16 bits, así como hace también frecuentes referencias y usa efectos de sonido del juego de Super Nintendo Mario Paint.
El juego es famoso por su dificultad. Muchos de los paisajes están específicamente diseñados para matar al jugador. Además de una gama de peligros tradicionales reconocibles, tales como espinas y hoyos, hay amenazas mucho menos evidentes, la mayoría de las cuales son casi imposibles de evitar sin conocimientos previos o bien un ensayo y error (tales como piezas de Tetris, "Frutas Deliciosas" y "Espinas Trampa"), las cuales pueden caer, tanto hacia arriba como hacia bajo y a los costados). "The Kid" siempre muere con un solo golpe, con el cual explota en una lluvia de sangre. Aunque cada muerte resulta en un "Game Over", al jugador se le permite un número ilimitado de intentos. 
Desde la pantalla inicial hay cuatro caminos posibles; todos ellos en última instancia llevan a la misma pantalla de encrucijada que vuelve a la primera pantalla. Así, para completar el juego, los primeros seis jefes a lo largo de cada ruta deben ser derrotados antes de que la pantalla de encrucijada permita al jugador acceder a la zona final.
El juego tiene cuatro niveles de dificultad: "Medium" (media), "Hard" (difícil), "Very Hard" (muy difícil) e "Imposible" (imposible), entre las cuales "Hard" podría considerarse como la "dificultad normal". La diferencia entre los niveles de dificultad es el número de puntos para salvar la partida disponibles a lo largo del juego, que van desde 62 a 41, 22 y sólo 1. Asimismo, al jugar en modo "Medium" el pelo de "The Kid" tiene un lazo rosa, y cualquier "save" exclusivo de dicha dificultad tiene la etiqueta "wuss" (gallina) en lugar de "save".

## I Wanna Save the Kids
I Wanna Save the Kids es una versión previa al juego I Wanna Be the Guy. Presenta a "The Kid" escoltando a unos niños hacia su hogar. En el camino, El Chico tiene que salvar a esos niños y salvarse a sí mismo de varios peligros, así como llegar hasta el siguiente nivel. El juego se asemeja mucho al juego de computadadora clásico Lemmings, mientras que todavía mantiene la dificultad notoria de I Wanna Be The Guy. El juego no está en desarrollo y el creador ha afirmado que no habría seguimiento a este, aunque su demo está disponible.

## I Wanna Be The Guy: Gaiden
I Wanna Be The Guy: Gaiden es la secuela oficial del juego. En esta versión se toma lo sucedido después de que "The Kid" se haya convertido en "The Guy". Se plantea una historia en la cual "The Guy" fue desterrado de su pueblo debido a la maldición que ahora lo persigue tras convertirse en The Guy. Un chico del pueblo llamado "The Lad" ahora está en búsqueda del paradero de "The Guy". I Wanna Be The Guy: Gaiden tiene el mismo sistema de juego, cambiando únicamente los controles (que pueden ser editables, como en su precuela), en los cuales se sustituye la tecla Shift por la "Z", el salto por "X" y un nuevo control que permite disparar un gancho que se atrae a las paredes con la tecla "C". El juego tiene 3 niveles, se ofrecen más espacios de guardado y se presenta una selección de niveles parecidas a los de Super Mario World (minimapa), en los cuales el jugador puede interactuar. El sprite del personaje cambia de colores, convirtiendo el clásico pelo marrón de "The Guy" al pelirrojo de "The Lad". También cambia el color de su camisa en la cual "The Guy" poseía una azul y "The Lad" una verde. A su vez, el arma que porta "The Lad" tiene la opción de ser cargada para darle mayor potencia y daño, dejando presionada la tecla de disparo, algo parecido al arma que usaba "Former The Father The Guy", con la cual daba disparos de mayor tamaño. A su vez, el juego tiene actualizaciones continuas, las cuales son informadas en la pantalla de selección de archivo de juego. El juego tiene una función con la cual se pueden obtener medallas, las cuales se publican en el foro gamejolt, las cuales van desde lograr cierto número de muertes a algunas de broma.

## Aparición enSuper Meat Boy
En el juego Super Meat Boy aparecen diversos personajes de los últimos videojuegos famosos de Internet. Entre ellos se encuentra "The Kid", protagonista de I Wanna Be The Guy, el cual tiene que ser desbloqueado para poder ser utilizado (al igual que los demás personajes).